# Силламаа, Рамол
Рамол Силламаа (эст. Ramol Sillamaa; 17 октября 2004 года, Таллин) — эстонский футболист, вингер бельгийского клуба «Йонг Гент» и сборной Эстонии.

## Клубная карьера
Воспитанник академий клубов «Лоо», «Харью» и «Калев». В составе последнего дебютировал в Премиум-лиге 6 августа 2020 года в гостевом матче против «Нарва-Транс» в возрасте 15 лет. Первый гол забил 6 мая 2021 года в гостевой игре Первой лиги с резервной командой «Таммеки». 19 июня в гостевом матче против второй команды «Флоры» впервые в карьере оформил дубль. 16 августа 2022 года в домашней игре Кубка Эстонии против «Соккернета» впервые в карьере оформил хет-трик.
В июле 2023 года перешёл в бельгийский «Гент», подписав двухлетний контракт.

## Карьера в сборной
Выступал за молодёжные сборные разных возрастов. В составе сборной до 19 лет и сборной до 21 года принимал участие в отборе к чемпионатам Европы — 2023 и 2025 соответственно. За сборную Эстонии дебютировал 12 января 2024 года в товарищеском матче против сборной Швеции, выйдя в стартовом составе.